# Gran Premio di superbike di Monza 1992
Il Gran Premio di Superbike di Monza 1992 è stata l'undicesima prova del Campionato mondiale Superbike 1992, è stato disputato il 4 ottobre sull'Autodromo nazionale di Monza e ha visto la vittoria di Fabrizio Pirovano in gara 1, lo stesso pilota si è ripetuto anche in gara 2.
Il campionato mondiale Superbike è tornato dopo l'assenza di un anno sul circuito brianzolo e, visto l'elevato numero di iscritti, per arrivare ai 37 piloti ammessi alla griglia di partenza le qualifiche si sono disputate in due gruppi.

## Risultati

Fabrizio Pirovano, vittorioso in entrambe le gare di Monza, in sella alla sua Yamaha YZF750SP.

### Gara 1

#### Arrivati al traguardo[3]
| Pos. | Nº | Pilota               | Motocicletta | Tempo     | Griglia | Punti |
| ---- | -- | -------------------- | ------------ | --------- | ------- | ----- |
| 1º   | 5  | Fabrizio Pirovano    | Yamaha       | 35:06.230 | 5º      | 20    |
| 2º   | 4  | Stéphane Mertens     | Ducati       | +0:27.617 | 8º      | 17    |
| 3º   | 3  | Robert Phillis       | Kawasaki     | +0:28.274 | 15º     | 15    |
| 4º   | 37 | Piergiorgio Bontempi | Kawasaki     | +0:30.583 | 3º      | 13    |
| 5º   | 77 | Valerio Destefanis   | Ducati       | +0:38.514 | 11º     | 11    |
| 6º   | 48 | Daniel Amatriaín     | Ducati       | +0:41.616 | 12º     | 10    |
| 7º   | 75 | Jéhan D'Orgeix       | Kawasaki     | +0:41.743 | 9º      | 9     |
| 8º   | 40 | Mauro Lucchiari      | Ducati       | +1:07.231 | 24º     | 8     |
| 9º   | 15 | Jari Suhonen         | Yamaha       | +1:12.198 | 16º     | 7     |
| 10º  | 1  | Doug Polen           | Ducati       | +1:12.515 | 1º      | 6     |
| 11º  | 98 | Virginio Ferrari     | Ducati       | +1:18.948 | 27º     | 5     |
| 12º  | 9  | Giancarlo Falappa    | Ducati       | +1:36.381 | 4º      | 4     |
| 13º  | 11 | Udo Mark             | Yamaha       | +1:36.507 | 35º     | 3     |
| 14º  | 74 | Patrick Igoa         | Suzuki       | +1:46.881 | 29º     | 2     |
| 15º  | 38 | Vittorio Scatola     | Kawasaki     | +1:47.762 | 37º     | 1     |
| 16º  | 80 | Michel Amalric       | Yamaha       | +1:50.265 | 26º     |       |
| 17º  | 36 | Fabrizio Furlan      | Ducati       | +2:01.077 | 14º     |       |
| 18º  | 35 | Florian Ferracci     | Ducati       | +2:16.831 | 25º     |       |
| 19º  | 87 | Luca Pasini          | Yamaha       | +1 giro   | 31º     |       |
| 20º  | 62 | Roger Kellenberger   | Yamaha       | +1 giro   | 10º     |       |
| 21º  | 90 | Andreas Meklau       | Ducati       | +1 giro   | 22º     |       |
| 22º  | 46 | Walter Ammann        | Yamaha       | +1 giro   | 32º     |       |
| 23º  | 71 | Hans-Rüdi Keller     | Yamaha       | +1 giro   | 23º     |       |
| 24º  | 81 | Bruno Scatola        | Honda        | +1 giro   | 34º     |       |
| 25º  | 49 | Urs Zwicker          | Yamaha       | +1 giro   | 21º     |       |

#### Ritirati
| Nº | Pilota            | Motocicletta | Giri     | Griglia |
| -- | ----------------- | ------------ | -------- | ------- |
| 56 | Stefano Caracchi  | Ducati       | +8 giri  | 20º     |
| 27 | Fred Merkel       | Yamaha       | +9 giri  | 2º      |
| 2  | Raymond Roche     | Ducati       | +10 giri | 6º      |
| 20 | Jean-Yves Mounier | Yamaha       | +13 giri | 28º     |
| 39 | Gastone Grassetti | Ducati       | +15 giri | 7º      |
| 10 | Davide Tardozzi   | Ducati       | +15 giri | 18º     |
| 19 | Edwin Weibel      | Ducati       | +15 giri | 19º     |
| 79 | Ugo Laudati       | Yamaha       | +16 giri | 36º     |
| 8  | Baldassarre Monti | Honda        | +16 giri | 17º     |
| 7  | Carl Fogarty      | Ducati       | +16 giri | 13º     |

### Gara 2

#### Arrivati al traguardo[4]
| Pos. | Nº | Pilota               | Motocicletta | Tempo     | Griglia | Punti |
| ---- | -- | -------------------- | ------------ | --------- | ------- | ----- |
| 1º   | 5  | Fabrizio Pirovano    | Yamaha       | 34:35.065 | 5º      | 20    |
| 2º   | 2  | Raymond Roche        | Ducati       | +0:05.338 | 6º      | 17    |
| 3º   | 37 | Piergiorgio Bontempi | Kawasaki     | +0:16.397 | 3º      | 15    |
| 4º   | 4  | Stéphane Mertens     | Ducati       | +0:18.182 | 8º      | 13    |
| 5º   | 1  | Doug Polen           | Ducati       | +0:19.989 | 1º      | 11    |
| 6º   | 9  | Giancarlo Falappa    | Ducati       | +0:29.879 | 4º      | 10    |
| 7º   | 75 | Jéhan D'Orgeix       | Kawasaki     | +0:39.192 | 9º      | 9     |
| 8º   | 48 | Daniel Amatriaín     | Ducati       | +1:01.243 | 12º     | 8     |
| 9º   | 62 | Roger Kellenberger   | Yamaha       | +1:01.552 | 10º     | 7     |
| 10º  | 98 | Virginio Ferrari     | Ducati       | +1:22.165 | 27º     | 6     |
| 11º  | 15 | Jari Suhonen         | Yamaha       | +1:26.860 | 16º     | 5     |
| 12º  | 39 | Gastone Grassetti    | Ducati       | +1:29.627 | 7º      | 4     |
| 13º  | 40 | Mauro Lucchiari      | Ducati       | +1:35.593 | 24º     | 3     |
| 14º  | 74 | Patrick Igoa         | Suzuki       | +1:45.149 | 29º     | 2     |
| 15º  | 80 | Michel Amalric       | Yamaha       | +1:48.639 | 26º     | 1     |
| 16º  | 3  | Robert Phillis       | Kawasaki     | +1:48.739 | 15º     |       |
| 17º  | 35 | Florian Ferracci     | Ducati       | +2:19.094 | 25º     |       |
| 18º  | 90 | Andreas Meklau       | Ducati       | +1 giro   | 22º     |       |
| 19º  | 46 | Walter Ammann        | Yamaha       | +1 giro   | 32º     |       |
| 20º  | 87 | Luca Pasini          | Yamaha       | +1 giro   | 31º     |       |
| 21º  | 20 | Jean-Yves Mounier    | Yamaha       | +1 giro   | 28º     |       |
| 22º  | 81 | Bruno Scatola        | Honda        | +1 giro   | 34º     |       |
| 23º  | 71 | Hans-Rüdi Keller     | Yamaha       | +1 giro   | 23º     |       |

#### Ritirati
| Nº | Pilota             | Motocicletta | Giri     | Griglia |
| -- | ------------------ | ------------ | -------- | ------- |
| 38 | Vittorio Scatola   | Kawasaki     | +6 giri  | 37º     |
| 11 | Udo Mark           | Yamaha       | +8 giri  | 35º     |
| 19 | Edwin Weibel       | Ducati       | +8 giri  | 19º     |
| 56 | Stefano Caracchi   | Ducati       | +8 giri  | 20º     |
| 27 | Fred Merkel        | Yamaha       | +10 giri | 2º      |
| 49 | Urs Zwicker        | Yamaha       | +11 giri | 21º     |
| 77 | Valerio Destefanis | Ducati       | +12 giri | 11º     |
| 7  | Carl Fogarty       | Ducati       | +12 giri | 13º     |
| 10 | Davide Tardozzi    | Ducati       | +14 giri | 18º     |
| 79 | Ugo Laudati        | Yamaha       | +14 giri | 36º     |
| 36 | Fabrizio Furlan    | Ducati       | +16 giri | 14º     |